# Hoje Eu Tô Terrível
"Hoje Eu Tô Terrível" é uma canção do cantor sertanejo Cristiano Araújo, lançada no dia 2 de março de 2015. A canção faz parte do álbum In the Cities - Ao Vivo em Cuiabá, como terceiro single do álbum.
Música que faz parte do DVD In the Cities de Cristiano Araújo produzido 30 de Agosto de 2014

## Composição
Escrita por Luiz Henrique, a música tem uma mistura de sertanejo e arrocha, e conta a história de um rapaz que termina o namoro e vai a curtir a vida de solteiro nas baladas da cidade. O refrão da música, que está sendo bastante compartilhado nas redes sociais, inclusive por outros artistas como Roberta Miranda e Thiago Brava, diz o seguinte: "Pra romance é off, Pra balada é disponível, Hoje eu tô terrível".

## Lista de faixas
| Download digital no iTunes |                       |         |  |
| N.º                        | Título                | Duração |  |
| 1.                         | "Hoje Eu Tô Terrível" | 2:40    |  |

## Desempenho nas tabelas musicais
| Tabela musical (2015)                     | Melhor posição |
| ----------------------------------------- | -------------- |
| Brasil - Billboard Brasil Hot 100 Airplay | 3              |